# Long Lake (Minnesota)
Long Lake – miasto w Stanach Zjednoczonych, w stanie Minnesota, w hrabstwie Hennepin.